# Prix Décembre

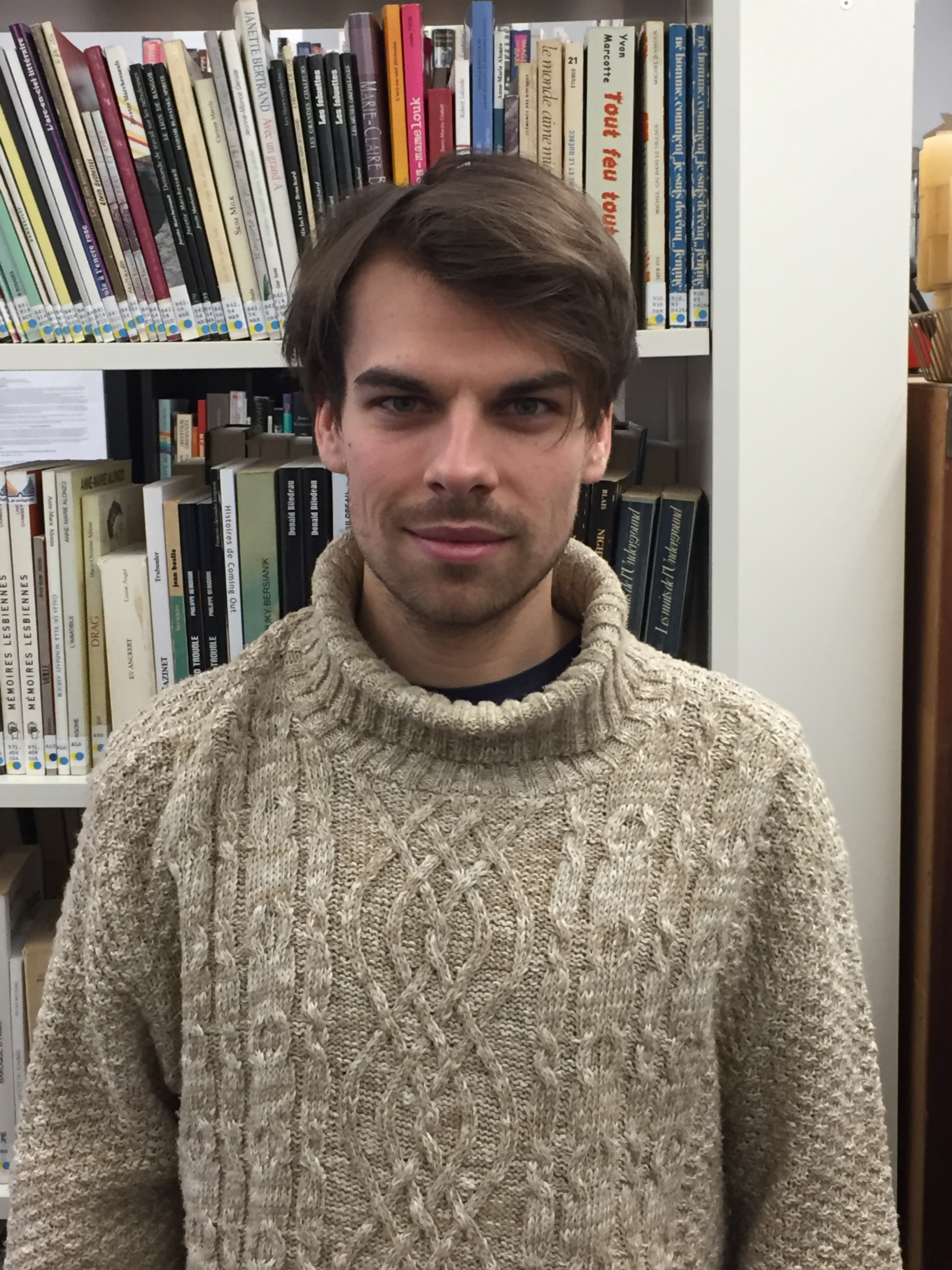
Preisträger 2023: Kevin Lambert für Que notre joie demeure

Der Prix Décembre ist ein französischer Literaturpreis, der seit 1989 jährlich für einen Roman, eine Erzählung oder einen Essay in französischer Sprache verliehen wird. Der Preisträger wird von einer zehnköpfigen Jury, deren Besetzung regelmäßig wechselt, ermittelt und erhielt zeitweise jeweils 30.000 Euro. Im Jahr 2018 belief sich die Dotierung auf 20.000 Euro, im Jahr 2023 auf 15.000 Euro.
Der Preis wurde als Prix Novembre von Mäzen Philippe Dennery als Anti-Goncourt, d. h. als ein nonkonformistischer Preis für Werke abseits des großen Marktes, ins Leben gerufen. Dennery zog sich jedoch 1998 zurück, da er mit der Verleihung an Michel Houellebecq nicht einverstanden war. Pierre Bergé übernahm das Mäzenatentum und führte den Preis als Prix Décembre fort. Er wird seither im Hôtel Lutetia überreicht.
Zu den Juroren zählten unter anderem Pierre Bergé, Frédéric Beigbeder, Philippe Sollers, Daniel Schneidermann und Catherine Millet. Im Jahr 2023 bestand die Jury unter ihrer Präsidentin Oriane Jeancourt-Galignani aus Laure Adler, Maxime Catroux, Chloé Delaume, Christophe Honoré, Charles Dantzig, Patricia Martin, Amélie Nothomb, Claude Arnaud und Arnaud Viviant.

## Preisträger
- 1989: Guy Dupré, Manoeuvres d'automne
- 1990: François Maspero, Les Passagers du Roissy-Express
- 1991: Raphaël Confiant, Eau de café
- 1992: Henri Thomas, La Chasse au trésor und Roger Grenier, Regardez la neige qui tombe
- 1993: René de Obaldia, Exobiographie
- 1994: Jean Hatzfeld, L'Air de la guerre und Éric Holder, La Belle Jardinière
- 1995: Jean Echenoz, Les Grandes Blondes
- 1996: Régis Debray, Loués soient nos seigneurs
- 1997: Lydie Salvayre, La Compagnie des spectres
- 1998: Michel Houellebecq, Les Particules élémentaires
- 1999: Claude Askolovitch,  Voyage au bout de la France
- 2000: Anthony Palou, Camille
- 2001: Chloé Delaume, Le Cri du sablier
- 2002: Pierre Michon, Corps du roi
- 2003: Régis Jauffret, Univers, univers
- 2004: Philippe Forest, Sarinagara
- 2005: Charles Dantzig, Dictionnaire égoïste de la littérature française
- 2006: Pierre Guyotat, Coma
- 2007: Yannick Haenel, Cercle
- 2008: Mathias Énard, Zone
- 2009: Jean-Philippe Toussaint, La vérité sur Marie
- 2010: Frédéric Schiffter, Philosophie sentimentale
- 2011: Jean-Christophe Bailly, Le Dépaysement: Voyages en France
- 2012: Olivier Frébourg, Gaston et Gustave
- 2013: Maël Renouard, La Réforme de l’opéra de Pékin
- 2014: Élisabeth Roudinesco, Sigmund Freud en son temps et dans le nôtre
- 2015: Christine Angot, Un amour impossible
- 2016: Alain Blottière, Comment Baptiste est mort
- 2017: Grégoire Bouillier, Le Dossier M
- 2018: Michaël Ferrier, François, portrait d’un absent
- 2019: Claudie Hunzinger, Les Grands Cerfs
- 2020: Grégory Le Floch, De parcourir le monde et d’y rôder
- 2021: Xavier Galmiche, Le Poulailler métaphysique
- 2022: Lola Lafon, Quand tu écouteras cette chanson
- 2023: Kevin Lambert, Que notre joie demeure